# Салярія
Салярія (Salaria) — рід риб родини собачкових (Blenniidae).
Містить чотири види.

## Види
- Salaria atlantica Doadrio, Perea & Yahyaoui, 2011
- Salaria basilisca (Valenciennes, 1836)
- Salaria economidisi (Kottelat, 2004)
- Собачка прісноводний (Salaria fluviatilis (Asso, 1801))
- Собачка-павич (Salaria pavo (Risso, 1810))